# Крепелин
Крепелин (њем. Kröpelin) град је у њемачкој савезној држави Мекленбург-Западна Померанија. Једно је од 59 општинских средишта округа Бад Доберан. Према процјени из 2010. у граду је живјело 4.832 становника. Посједује регионалну шифру (AGS) 13051041.

## Географски и демографски подаци
Крепелин се налази у савезној држави Мекленбург-Западна Померанија у округу Бад Доберан. Град се налази на надморској висини од 60 метара. Површина општине износи 67,3 km². У самом граду је, према процјени из 2010. године, живјело 4.832 становника. Просјечна густина становништва износи 72 становника/km².

## Међународна сарадња
| Мјесто | Држава    | Врста сарадње | Од    |
| ------ | --------- | ------------- | ----- |
| Арнаж  | Француска | контакт       | 2000. |
| Извор  |           |               |       |